# Yeti (альбом)
Yeti — второй альбом группы краут-рока Amon Düül II, изначально выпущенный в 1970 году как двойной LP.

## Характеристика
Второй альбом Amon Düül II — шедевр, один из альбомов, определивших лицо краут-рока. В изначальном виниловом варианте это двойной альбом, первый диск которого состоит из структурированных песен, а второй диск — из импровизаций. Это высшая точка плавного импровизационного изящества группы. Два диска не сильно отличаются друг от друга, и импровизационный диск, возможно, даже лучше, чем диск с заранее сочиненными композициями. Первый диск открывается 12-минутной сюитой, которая легко переключается между лирическими, созерцательными пассажами и более интенсивным, заряженным звуком. Остальные песни колеблются от грозного, пугающего «Archangels Thunderbird» (с обреченным вокалом Ренате) до нежной, почти фолковой акустической песни «Cerberus». Импровизационный диск содержит три трека, заканчиваясь 9-минутным ошеломляющим «Sandoz in the Rain», который многие считают основополагающим произведением жанра спейс-рок. Деликатное, почти эмбиентное течение звука передается через нежные гитарные переборы и плавно льющийся звук флейты, став, вероятно, вершиной всей карьеры Amon Düül II.
Этот альбом наряду с Tanz der Lemminge стал кульминацией карьеры Amon Duul II. Он сохранил все самое ценное с первого альбома, добавив невероятное чувство импровизации и абсолютно психоделическую атмосферу. Практически все композиции являются космически-краутовой классикой, но вершиной все-таки стали три эпических импровизации. Заглавный трек — это головокружительный, агрессивный, чудной, наркотический акт. Гитары составляют существенную часть звука, инструментальная часть великолепна, несмотря на то, что техническое мастерство уступает коллегам из Agitation Free или Embryo. После десятиминутной отчаянной гитарной импровизации наступают и приятные плавно текущие клавишные партии. «Yeti talks to Yogi» вновь опирается на подвижную, триповую, фуззированную гитару и трансовые интерлюдии. Кривая краут-психоделия Yeti оказала заметное влияние на работы таких групп, как Agitation Free, Guru Guru, Gila (два первых альбома), Gaa….

## Обложка
Разработанная Рогнером обложка альбома представляет собой коллаж с изображением смерти с косой, сделанным с фотографии Вольфганга Кричке. Кричке, работавший звукорежиссёром группы, умер от передозировки наркотиков. Рогнер решил, что после его смерти «именно таким образом будет лучше всего сохранить память об этом волшебном человеке».

## Признание
Британский журнал авангардной музыки The Wire охарактеризовал Yeti как «один из краеугольных камней как карьеры Amon Düül II, так и всего движения краут-рок в целом»
Альбом занимает 8 место в рейтинге альбомов краут-рока портала Progarchives (по состоянию на апрель 2013 года). Также альбом занимает 41 место в списке «50 величайших прог-рок-альбомов всех времён» журнала Rolling Stone.

## Список композиций
Все песни написаны группой Amon Düül II

Сторона A
1. «Soap Shop Rock» — 13:47
2. «Burning Sister» — 3:41
3. «Halluzination Guillotine» — 3:05
4. «Gulp a Sonata» — 0:45
5. «Flesh-Coloured Anti-Aircraft Alarm» — 5:53
6. «She Came Through the Chimney» — 3:01

Сторона B
1. «Archangels Thunderbird» — 3:33
2. «Cerberus» — 4:21
3. «The Return of Rübezahl» — 1:41
4. «Eye-Shaking King» — 5:40
5. «Pale Gallery» — 2:16

Сторона C
1. «Yeti (импровизация)» — 18:12

Сторона D
1. «Yeti Talks to Yogi (импровизация)» — 6:18
2. «Sandoz in the Rain (импровизация)» — 9:00

## Состав исполнителей
Ренате Кнауп — вокал, бубен
Джон Вайнцирл — гитара, 12-струнная гитара, вокал
Крис Каррер — скрипка, гитара, 12-струнная гитара, вокал
Фальк Рогнер — орган
Дейв Андерсон — бас
Петер Леопольд — барабаны
Криситан «Шрат» Тирфельд — бонги, вокал
Приглашенные музыканты на «Sandoz In The Rain»
Райнер Бауер (из Amon Düül I) — гитара, вокал
Ульрих Леопольд (из Amon Düül I) — бас
Томас Кейзерлинг — флейта